# Rodzina silników
Rodziną silników nazywamy grupę silników cechujących się pokrewieństwem konstrukcyjnym.
Zazwyczaj rodzina silników zawiera kilka silników różniących się między sobą liczbą cylindrów, posiadających np. jednakowe tłoki, korbowody. W rodzinie silników mogą zdarzać się przypadki silników o różnym sposobie zasilania (wolnossące i doładowane) oraz zapłonu (silniki o zapłonie iskrowym lub samoczynnym)